# Autostrada A2 (Romania)

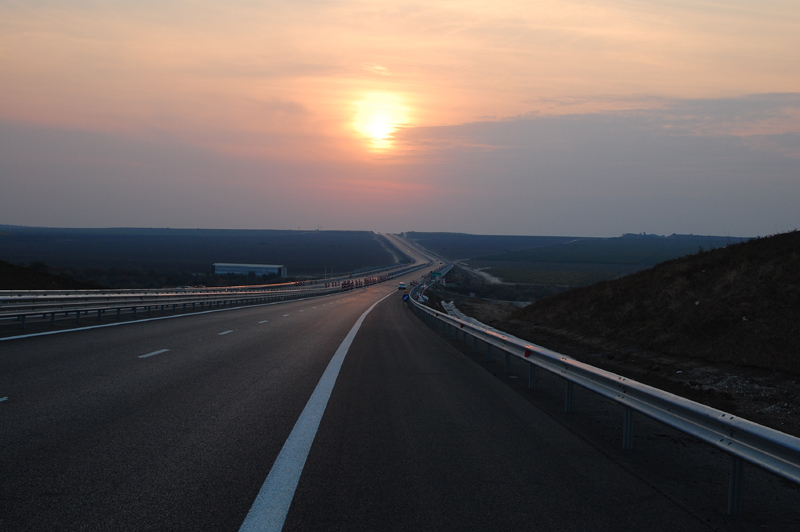
A2 tra Medgidia e Costanza

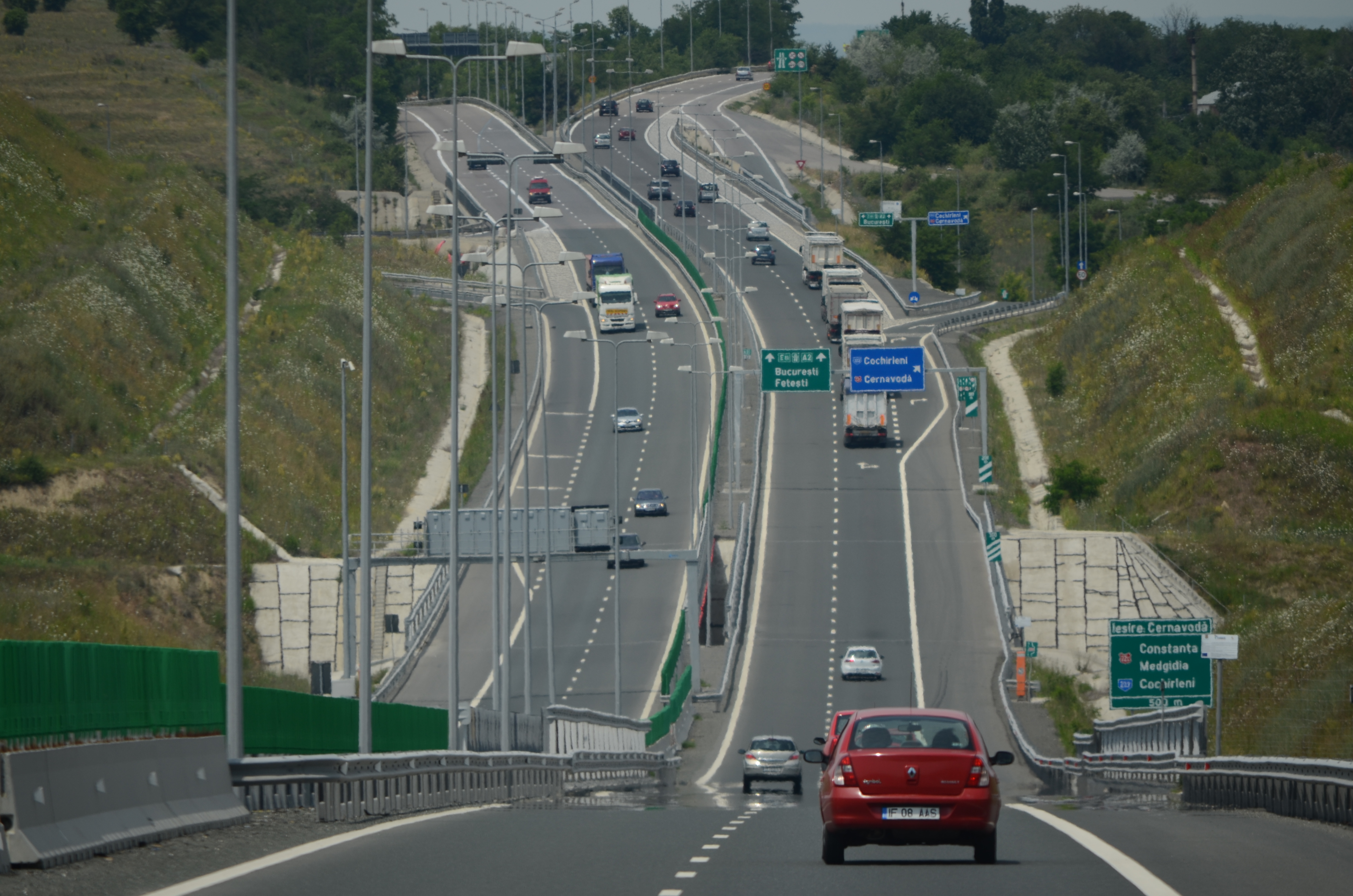
A2 km 161 direzione ovest

La A2, soprannominata autostrada Soarelui ("autostrada del Sole"), è un'autostrada della Romania che collega la capitale Bucarest con Costanza, il più grande porto romeno sul Mar Nero. L'autostrada è stata totalmente aperta al traffico nel dicembre 2012.

## Storia
La costruzione dell'autostrada cominciò nell'epoca comunista, al tempo di Ceaușescu, e il primo tratto tra Fetești e Cernavodă aprì al traffico nel 1987. Questo tronco comprende un complesso sistema di viadotti e ponti autostradali e ferroviari sui due rami del Danubio (il braccio principale ed il braccio Borcea) a fianco del ponte ferroviario progettato da Anghel Saligny ed inaugurato nel 1895.
Dopo la caduta del comunismo alla fine del 1989, i lavori continuarono a singhiozzo fino alla chiusura nel 1993 per mancanza di fondi. Ripresero nel 1998 e nel 2004 aprì al traffico il tratto Bucarest-Drajna mentre nel 2006, con una sola corsia per senso di marcia, aprì il tratto Drajna - Fetești e fu ristrutturato il primo tratto aperto nel 1987.

## Particolarità
Il tratto tra Bucarest e Fundulea è pavimentato in lastroni di cemento.
A Fetești è presente una barriera per l'esazione del pedaggio per il transito sui ponti del Danubio.
Dal 2006 l'autostrada è videosorvegliata e pattugliata dalla polizia stradale.

## Tabella percorso
| A2 BUCAREST - COSTANZA Autostrada del Sole |                                                       |       |      |                |           |
| Tipo                                       | Indicazione                                           | ↓km↓  | ↑km↑ | Apertura       | Distretto |
|                                            | Bucarest - Viale Theodor Pallady inizio autostrada A2 | 0,0   | ..   |                | Ilfov     |
|                                            | Centură București                                     | 1,2   | ..   | 2004           | Ilfov     |
|                                            | Svincolo con il Raccordo anulare di Bucarest          | 2,2   | ..   | In costruzione | Ilfov     |
|                                            | Cernica, Bălăceanca DJ301                             | 4,5   | ..   | 2015           | Călărași  |
|                                            | Area di sosta / Inversione di marcia                  | 9,0   | ..   |                | Călărași  |
|                                            | Fundulea                                              | 24,7  | ..   | 2004           | Călărași  |
|                                            | Area di servizio OMV                                  | 38,2  | ..   |                | Călărași  |
|                                            | Lehliu Gară                                           | 53,2  | ..   | 2004           | Călărași  |
|                                            | Area di servizio Petrom                               | 55,9  | ..   |                | Călărași  |
|                                            | Area di sosta                                         | 64,0  | ..   |                | Călărași  |
|                                            | Area di servizio Rompetrol                            | 77,4  | ..   |                | Călărași  |
|                                            | Area di sosta                                         | 87,8  | ..   |                | Călărași  |
|                                            | Drajna / Slobozia                                     | 94,4  | ..   | 2007           | Călărași  |
|                                            | Area di servizio OMV                                  | 100,0 | ..   |                | Călărași  |
|                                            | Area di sosta                                         | 108,3 | ..   |                | Călărași  |
|                                            | Area di sosta                                         | 119,7 | ..   |                | Călărași  |
|                                            | Area di servizio Rompetrol                            | 128,0 | ..   |                | Ialomița  |
|                                            | Fetești                                               | 131,0 | ..   | 1987           | Ialomița  |
|                                            | Barriera di Fetesti                                   | 132,6 | ..   | 1987           | Ialomița  |
|                                            | ponte sul Danubio                                     | 133,8 | ..   | 1987           | Ialomița  |
|                                            | ---                                                   | 134,9 | ..   |                | Ialomița  |
|                                            | Solo dir Est                                          | 145,6 | ..   |                | Ialomița  |
|                                            | ponte sul Danubio                                     | 147,5 | ..   | 1987           | Călărași  |
|                                            | Cernavodă                                             | 148,8 | ..   | 1987           | Călărași  |
|                                            | Area di sosta                                         | 154,9 | ..   |                | Călărași  |
|                                            | Medgidia / Murfatlar, Ostrov                          | 180,9 | ..   | 2012           | Călărași  |
|                                            | Area di servizio MOL                                  | 184,9 | ..   | 2012           | Călărași  |
|                                            | Canale Danubio-Mar Nero                               | 192,2 | ..   | 2011           | Costanza  |
|                                            | Area di sosta                                         | 194,3 | ..   | 2012           | Costanza  |
|                                            | Tangenziale di Costanza                               | 202,0 | ..   |                | Costanza  |